# New Grove Dictionary of Opera
The New Grove Dictionary of Opera (en español, «El Nuevo Diccionario de Ópera Grove») es una enciclopedia de ópera, considerada una de las mejores fuentes de referencia general sobre el tema. Es la obra más grande sobre ópera en idioma inglés, y en su forma impresa, tiene 5.448 páginas en cuatro volúmenes.
Publicado por primera vez en 1992, fue editado por Stanley Sadie con contribuciones de más de 1.300 expertos. Hay 11.000 artículos en total, que comprenden más de 2900 compositores y 1800 óperas. Tiene apéndices que incluyen un índice de roles (papeles en las óperas) e índices de Íncipits de arias, ensembles y piezas de ópera.
El diccionario está disponible en línea, junto con el The New Grove Dictionary of Music and Musicians.